# فلورينا (مقاطعة)
فلورينا إحدى مقاطعات اليونان.